# شركة ليبيا نفط
شركة ليبيا نفط المشتركة شركة ليبية مختصة بالنفط، أُنشئت بقرار من «اللجنة الشعبية العامة» - إبّان الجماهيرية الليبية - بقرار رقم292 لسنة 2007، طبقًا لأحكام القانون التجاري رقم 65 لسنة 1970، بتقرير بعض الأحكام بشأن مزاولة الأنشطة الاقتصادية.  

## نشاط الشركة
تنشط الشركة في مجال تشغيل المحطات وتوزيع المشتقات النفطية والقيام بنشاط النقل البري للوقود وصيانة شاحنات نقل الوقود وتزويد الطائرات والسفن والأعمال المكملة أو المرتبطة بها، كاستيراد المعدات والآليات والسلع والمواد اللازمة والخاصة بنشاط الشركة والاشتراك مع غيرها من الشركات الوطنية والأجنبية التي تزاول نشاطا مماثلا طبقا للقوانين والقواعد المتعارف عليها محليا ودوليا وتخصص الشركة كما اسلفنا الذكر هو توزيع مشتقات النفط الخام علي مستوي ليبيا.

## محطات الشركة
تمتلك الشركة حوالي 152 محطة موزعة داخل العاصمة طرابلس وخارجها، وتضم 1800 موظف وعامل، وكما لديها فروع أيضا خارج ليبيا مثل تونس، مصر، المغرب وكينيا.